# Ephelcomenus
Ephelcomenus — вимерлий рід палеогенових парнопалих, ендемічний для Західної Європи. Він містить один вид E. filholi, який вперше був описаний Річардом Лідеккером у 1889 році, але згодом віднесений до власного роду швейцарським палеонтологом Йоганнесом Хюрцелером у 1938 році. Стратиграфічний діапазон цього виду невизначений, але деякі джерела припускають, що він був присутній у Олігоцен після події обороту Grande Coupure у Західній Європі.

## Опис
Ця тварина, мабуть, була дуже схожа на добре відомого аноплотерія з довгим хвостом, відносно тонкими кінцівками та низьким і досить витягнутим черепом, але відрізнялася головним чином меншими розмірами. Як і в інших аноплотеріїд, моляри були брахідонтними (з низькими коронками). Верхні моляри, хоча й схожі на моляри аноплотерія, були коротшими та трикутними за формою, як у архаїчних робіацин, через зменшення метаконулу та положення протоконусу. Верхні премоляри були короткі і прості за будовою. Верхні різці були відокремлені один від одного невеликими діастемами. Перший верхній різець був надзвичайно міцним і утворював щось на зразок подовженого та вигнутого бивня; другий різець виглядав як зменшена версія першого. Ноги були відносно короткі і стрункі; плечова кістка мала витончений дистальний кінець, на відміну від того, що є у Diplobune, і дещо нагадує плечову кістку м'ясоїдних. Перші фаланги були короткими, і форма їх вказує на рийні здібності.